# محمد عبو (سياسي مغربي)
محمد عبو هو سياسي مغربي ينتمي لحزب التجمع الوطني للأحرار من مواليد يناير 1959 بقرية بني وليد بمدينة تاونات.

## مسيرته
بين عامي 2007 و2010، شغل محمد عبو منصب الوزير المنتدب لدى الوزير الأول مكلفًا بتحديث القطاعات العامة في حكومة عباس الفاسي.
في سنة 2009، انسحب من الترشح لرئاسة جهة تازة الحسيمة تاونات بعد توتر سياسي وإعلامي مع والي الجهة، ما أدى لاحقًا إلى مغادرته الحكومة.
وفي 10 أكتوبر 2013، عُيّن من قبل الملك محمد السادس وزيرًا منتدبًا لدى وزير الصناعة والتجارة والاستثمار والاقتصاد الرقمي مكلفًا بالتجارة الخارجية في حكومة بنكيران الثانية.